# Суворовский сельский совет (Армянский горсовет)
Суворовский сельский совет (укр. Суворовська сільська рада, крымскотат. Culğa köy şurası) — административно-территориальная единица в подчинении Армянского горсовета в составе АР Крым Украины (фактически до 2014 года), ранее до 1991 года — в составе Крымской области УССР в СССР.
Суворовский сельсовет был образован между 1968 годом, когда село ещё было приписано к Армянскому поссовету, и 1974 годом, когда в Суворово был уже свой сельсовет.
Территория бывшего сельсовета расположена на Перекопском перешейке на самом севере Крыма — самый северный сельсовет полуострова.
Население по переписи 2001 года — около 2,4 тыс. человек.
К 2014 году состоял из 3 сёл:
- Суворово
- Волошино
- Перекоп

В рамках российского административно-территориального деления Крыма, созданного в 2014 году, Суворовский сельский совет был упразднён, а его территория входит в городской округ Армянск.